# 別里茲基 (克里韋奧澤羅區)
47°54′20″N 30°33′17″E / 47.90556°N 30.55472°E
別里茲基（烏克蘭語：Берізки）是位於烏克蘭南部尼古拉耶夫州裏五一城區的村莊，面積3.91平方公里，海拔高度80米，2001年人口1,280，人口密度每平方公里327.4人。